# Block Island State Airport

i7
i11
i13
Der Flugplatz Block Island (IATA: BID; ICAO: KBID) ist ein staatlicher Flugplatz auf Block Island, Rhode Island. Der Flugplatz wird vorwiegend durch die Allgemeine Luftfahrt angeflogen; es gibt jedoch auch einen regulären Flugbetrieb.
Gemäß Aufzeichnungen der amerikanischen Luftfahrtbehörde zählte der Flugplatz im Jahr 2010 9821 Einsteiger.

## Infrastruktur und Flugzeuge
Der Flugplatz umfasst eine Fläche von 55 Hektar und liegt auf einer Höhe von 33 Meter über dem Meeresspiegel. Die Piste aus Asphalt trägt die Bezeichnung 10/28, ist 763 Meter lang und 30 Meter breit.
Zwischen September 2009 und August 2010 verzeichnete man 16.503 Flugbewegungen (61 % Allgemeine Luftfahrt, 38 % Lufttaxi und 1 % Militär).

## Zwischenfälle
Am 28. November 1989 stürzte eine Britten-Norman BN-2 Islander der New England Airlines (Luftfahrzeugkennzeichen N127JL) während eines nächtlichen Charterfluges zum Westerly State Airport nach dem Start vom Block Island State Airport sieben Kilometer nordwestlich von Block Island (Rhode Island) ins Meer. Alle acht Insassen, sieben Passagiere und ein Besatzungsmitglied, kamen dabei ums Leben. Die Ursache für den Absturz konnte nicht ermittelt werden.